# Rugby Europe Women's Trophy 2018-19
El Rugby Europe Women's Trophy (Trofeo Europeo de Rugby Femenino) de 2019 fue la novena edición del torneo femenino de rugby.

## Equipos participantes
- Selección femenina de rugby de Finlandia
- Selección femenina de rugby de República Checa
- Selección femenina de rugby de Suiza

## Desarrollo

### Posiciones
| Pos. | Equipo          | Encuentros | Encuentros | Encuentros | Encuentros | Tantos  | Tantos    | Tantos     | Puntos Bonus | Puntos Totales |
| Pos. | Equipo          | jugados    | ganados    | empatados  | perdidos   | a favor | en contra | diferencia | Puntos Bonus | Puntos Totales |
| ---- | --------------- | ---------- | ---------- | ---------- | ---------- | ------- | --------- | ---------- | ------------ | -------------- |
| 1    | República Checa | 2          | 2          | 0          | 0          | 25      | 5         | +20        | 1            | 9              |
| 2    | Suiza           | 2          | 1          | 0          | 1          | 25      | 15        | +10        | 1            | 5              |
| 3    | Finlandia       | 2          | 0          | 0          | 2          | 5       | 35        | -30        | 0            | 0              |

Nota: Se otorgan 4 puntos al equipo que gane un partido y 2 al que empate
Puntos Bonus: 1 punto por convertir 4 tries o más en un partido y 1 al equipo que pierda por no más de 7 tantos de diferencia

### Partidos
| 13 de octubre de 2018 | Finlandia | 5 - 20 | Suiza |  |  |

| 17 de noviembre de 2018 | Suiza | 5 - 10 | República Checa |  |  |

| 16 de marzo de 2019 | República Checa | 15 - 0 | Finlandia |  |  |